# Kalypter

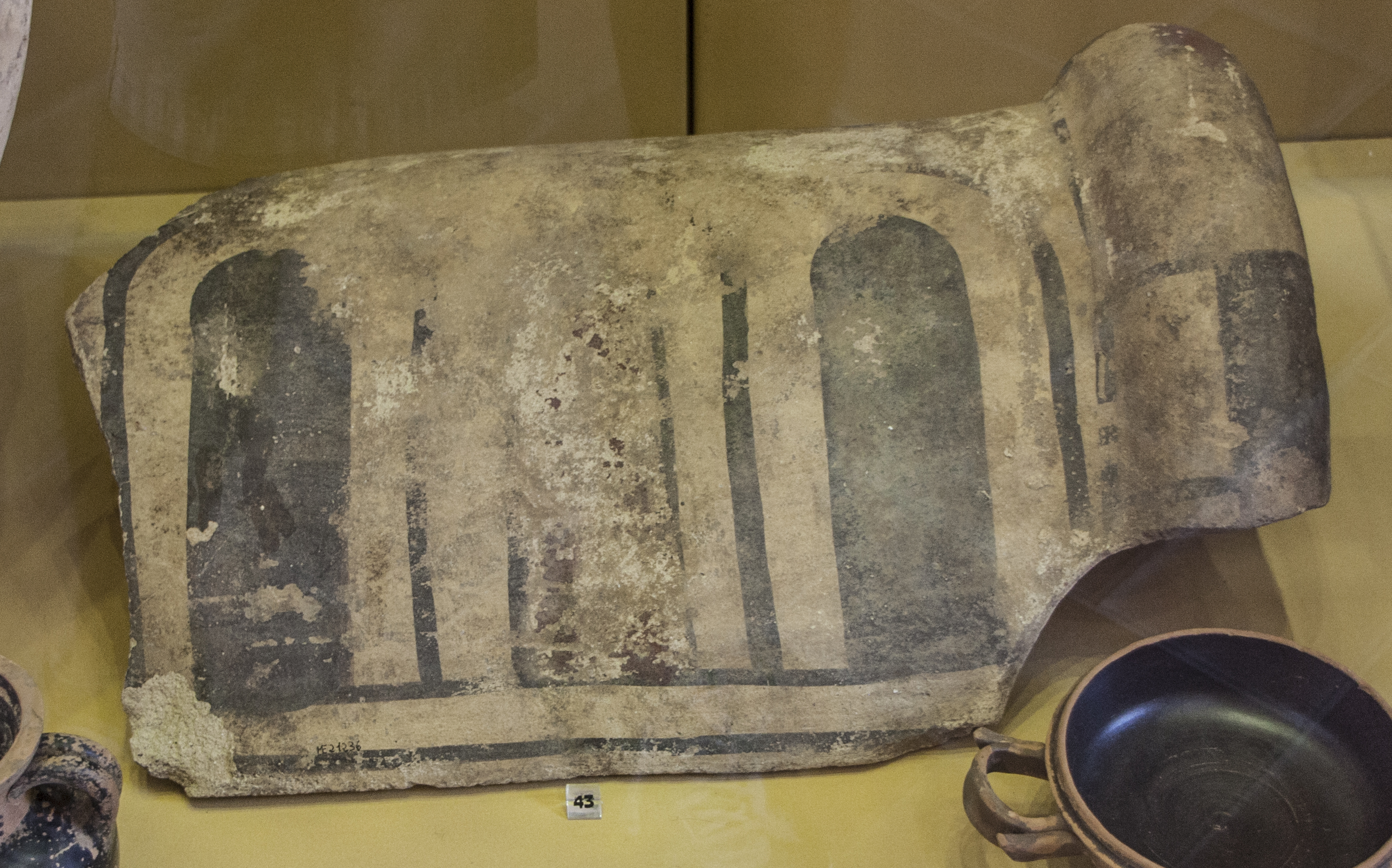
Kalypter im Museum

Der Kalypter (Plural: Kalyptere) in der antiken Architektur ist ein länglicher Dachziegel, der Stoßfugen einer Dachfläche (z. B. die Fugen zwischen den Stroteren, d. h. den Flachziegeln) überdeckt und das Eindringen von Regenwasser verhindert. 
Die den Dachfirst deckenden Kalyptere werden „Firstkalyptere“ genannt.